# سيلفيا فرنانديز باريو
سيلفيا فرنانديز باريو (بالإسبانية: Silvia Fernández Barrio)‏ هي صحفية أرجنتينية، ولدت في 1952.